# Neokatianna
Neokatianna  (лат.) — род коллембол из семейства Katiannidae (Symphypleona).

## Распространение и описание
Мелкие коллемболы округлой формы тела, длина около 1 мм.
Голова с утолщенными или длинными щетинками. Ретинакулюм с 4 + 4 зубцами. 3-й сегмент усиков с папиллой, а 4-й — разделённый или кольчатый. 6-й абдоминальный сегмент у самок с вильчатой щетинкой a0; нижняя часть головы со шпорой (она отсутствует у близкого рода Katianna, а их сета a0 заострённая).
- Neokatianna acantholaema (Snider, 1989) — Алабама, США
  - =Smithurinus (Neokatianna) acantholaema Snider